# Matt Targett (Fußballspieler)
Matthew „Matt“ Robert Targett (* 18. September 1995 in Eastleigh) ist ein englisch-schottischer Fußballspieler. Der beim FC Southampton ausgebildetelinke Verteidiger war seit 2003 in der Jugendmannschaft von Southampton. In der Saison 2014/15 bestritt er seine ersten Pflichtspiele in der ersten Mannschaft und seine Leistungen wurde nach Ablauf der Spielzeit mit der Auszeichnung zu "Southampton’s Young Player of the Season" gewürdigt.
Im Januar 2018 wurde er bis zum Ablauf der Saison 2017/18 an den englischen Zweitligisten FC Fulham ausgeliehen. Im Juli 2019 wechselte er zum Erstligaaufsteiger Aston Villa. Von dort zog er Ende Januar 2022 zunächst auf Leihbasis und zur Saison 2022/23 dauerhaft für eine Ablösesumme von 15 Millionen Pfund zum Ligakonkurrenten Newcastle United, bei dem er einen Vierjahresvertrag unterschrieb.

## Internationale Karriere
Targett spielte für die englische U-19 sowie für die U-20- und die U-21-Auswahl. Bei der U-21 gab er sein Debüt am 27. März 2015 im Spiel gegen die tschechische U-21. Im Jahr 2016 war er Stammspieler in der Mannschaft, die das Turnier von Toulon gewann.

## Titel/Auszeichnungen
Titel mit englischen Auswahlmannschaften
- Turnier von Toulon: 2016